# Дана, Джеймс Дуайт
Джеймс Дуайт Дана (Дэна) (англ. James Dwight Dana; 12 февраля 1813, Ютика, штат Нью-Йорк — 14 апреля 1895, Нью-Хейвен, штат Коннектикут) — американский геолог, минералог и зоолог.

## Биография
В 1833 году окончил Йельский университет.
В течение трёх лет преподавал математику курсантам военно-морского флота США, что дало ему возможность много путешествовать.
С 1836 года работал ассистентом в химической лаборатории профессора Бенджамина Силлимана в Йельском университете.
В 1838—1842 годах принял участие в Тихоокеанской океанографической экспедиции США под руководством Чарльза Уилкса, организованной военно-морским флотом США. По результатам экспедиции опубликовал отчёты:
- «Зоофиты» (Zoophytes, 1846),
- «Геология района Тихого океана» (Geology of the Pacific Area, 1849)
- «Ракообразные» (Crustacea, 1852—1854).

В 1844 году он вернулся в Йельский университет, с 1849 года — профессор естественной истории, в 1864—1890 годах — профессор геологии и минералогии.
В 1892 году Дана вышел в отставку.

### Научные достижения
В возрасте 23 лет опубликовал химическую классификацию минералов в труде «Система минералогии» (System of Mineralogy, 1837), которая оставалась без существенных изменений до конца XIX века. В 1873 году предложил термины «геосинклиналь» и «геоантиклиналь». Считал, что крупные прогибы земной коры и образование складок вызваны сокращением земной коры в результате остывания и сжатия земного шара.

## Членство в организациях
- 1858 — иностранный член-корреспондент Санкт-Петербургской Академии наук[4].
- 1890 – президент Геологического общества Америки.

## Награды и премии
- 1874 — Медаль Волластона от Геологическое общество Лондона.
- 1877 — Медаль Копли от Лондонское королевское общество.

## Труды
- Geology by James D. Dana Архивная копия от 20 декабря 2016 на Wayback Machine. Philadelphia: C. Sherman, 1849
- «Руководство по геологии» (Manual of Geology, 1862);
- «Учебник по геологии» (Textbook of Geology, 1864);
- «Кораллы и коралловый остров» (Corals and Coral Island, 1872);
- «Характеристика вулканов» (Characteristics of Volcanoes, 1890).

## Память
Кратер на Марсе и минерал даналит названы в честь учёного.